# ساندي ويلسون
رئيس المارشال الجوي السير رونالد أندرو فيلويس ويلسون (بالإنجليزية: Sir Ronald Andrew Fellowes Wilson)‏ (ولد في 27 فبراير 1941) غالبا ما يعرف باسم السير أندرو ويلسون (بالإنجليزية: Sir Andrew Wilson)‏ وأحيانا يعرف بشكل غير رسمي باسم السير ساندي ويلسون (بالإنجليزية: Sir Sandy Wilson)‏ ضابط كبير متقاعد في سلاح الجو الملكي.

## المسيرة العسكرية
تلقى ويلسون تعليمه في مدرسة تونبريدج وانضم إلى سلاح الجو الملكي في عام 1962. في الفترة من 1976 إلى 1978 شغل ويلسون منصب قائد السرب الثاني. خلال هذا الوقت استلم السرب طائرات جاغوار تحت إشراف ويلسون وحلقوا في بعثات استطلاعية. في عام 1980 تم تعيين ويلسون قائد المحطة من قاعدة سلاح الجو الملكي في لوسيموث.
في عام 1990 تم تعيين ويلسون قائد القوات البريطانية في الشرق الأوسط مما جعله قائد مسرح العمليات لعملية غرانبي ضمن المساهمة البريطانية في حرب الخليج الثانية. منح لقب فارس في عام 1991 وفي عام 1993 تم تعيينه عضوا جوا للعاملين وفي السنة التالية في 1 أبريل 1994 أصبح ويلسون أول ضابط في شؤون الطيران قائد عام لقيادة شؤون الموظفين والتدريب.

## التقاعد
تقاعد قبل الأوان في 26 أغسطس 1995. اتهم باستخدام أموال الحكومة لتجديد هايمز غارث المقر الرسمي للعضو الجوي للعاملين في قاعدة سلاح الجو الملكي في إنزورث. قال أنه استخدم الأموال المدرجة في الميزانية لهذا الغرض ولكنه لم يؤيده وزير الدفاع آنذاك السير مالكولم ريفكند.